# A Magyar Országgyűlés háznagya
A Magyar Országgyűlés háznagya 2013. január 1. után újra létező politikai pozíció Magyarország törvényhozásának keretein belül. Működését az Országgyűlésről szóló törvény (2012. évi XXXVI. tv.) határozza meg. Tisztségét tekintve gyakorlatilag a házelnök általános politikai helyettesének felel meg.

## A tisztség története
Az 1949-es választás nyomán felálló új országgyűlés már nem választott háznagyot, mert a tisztséget a frissen kiépült kommunista vezetés megszüntette. A rendszerváltást követően sok egyéb tisztséggel ellentétben nem állították vissza. A háznagyi funkciót a második Orbán-kormány élesztette újra 2012-ben, 2013. január elsejei hatállyal.
A Nemzetgyűlés (Országgyűlés) 1946. évi házszabálya szerint a háznagy feladata:
1. A háznagy felügyel a Nemzetgyűlés (Országgyűlés) épületére, helyiségeire és ingóságaira. Azokat felelősség mellett kezeli és azokról leltárt vezet.
2. A Nemzetgyűlés (Országgyűlés) tagjainak hivatalos ünnepélyek alkalmával való elhelyezéséről gondoskodik, lakásaikat nyilvántartja. Gondoskodik továbbá a Nemzetgyűlés (Országgyűlés) s a bizottsági ülések helyiségeiről és felszereléseiről.
3. Az elnöknek a rend fenntartására s a nyilvánosságnak és a tanácskozások szabadságának megóvására tett intézkedéseiben, illetőleg a karhatalom alkalmazásánál végrehajtható közege a háznagy.
4. Saját hivatali személyzete felett közvetlenül rendelkezik.
5. A háznagy feladatához tartozik a karzati és a belépőjegyek kiosztása.
6. A háznagy hivatalos működése - felelősség mellett - a szünetek ideje alatt és a Nemzetgyűlés (Országgyűlés megbízatásának, tehát a háznagy képviselői minőségének megszűnte után is tart, s a reábízottakról számot adni tartozik.
7. A háznagyot akadályoztatása esetén az elnök a jegyzői karból esetenkint helyettesítheti.
8. A háznagy évi tiszteletdíját a Nemzetgyűlés (Országgyűlés) gazdasági bizottsága állapítja meg.

## Feladat- és hatásköre
Az Országgyűlés háznagyát az Országgyűlés elnökének javaslatára az Országgyűlés választja meg. A törvényben meghatározott kivételekkel az Országgyűlés elnökének azon feladat- és hatásköreit gyakorolja, amelyeket a házelnök átad részére az Országgyűlés Hivatala Szervezeti és Működési Szabályzatában (SZMSZ). A háznagy a házelnök irányításával végzi munkáját.
A háznagy az Országgyűlés egyetlen tisztségviselője, akit nem kizárólag a képviselők közül választhatnak meg. A háznagyot is mentelmi jog illeti meg.

## A tisztséget viselők listája

### 1861 és 1949 között
| Név                            | hivatal kezdete         | hivatal vége            | párt                    | megjegyzés                               |
| A Nemzetgyűlés háznagya        | A Nemzetgyűlés háznagya | A Nemzetgyűlés háznagya | A Nemzetgyűlés háznagya | A Nemzetgyűlés háznagya                  |
| ------------------------------ | ----------------------- | ----------------------- | ----------------------- | ---------------------------------------- |
| Lukovich Aladár                | 1920. február 18.       | 1922                    |                         |                                          |
| Karafiáth Jenő                 | 1922                    | 1927. január 28.        | EP                      | később Budapest főpolgármestere          |
| A Felsőház háznagya            |                         |                         |                         |                                          |
| Rakovszky Endre                | 1927                    | 1939                    | pártonkívüli            |                                          |
| gr. Szapáry Lajos              | 1939                    | 1944                    | pártonkívüli            | lemondott                                |
| Krüger Aladár                  | 1944                    | 1945                    | NYKP                    |                                          |
| A Képviselőház háznagya        |                         |                         |                         |                                          |
| Karafiáth Jenő                 | 1927. január 31.        | 1931                    | EP                      |                                          |
| Putnoky Móric                  | 1931                    | 1944                    | EP → NEP → MÉP          | lemondott                                |
| Halmay János                   | 1944                    | 1945                    | NYKP                    | az ún. "nyilas parlament" háznagya       |
| A Nemzetgyűlés háznagya        |                         |                         |                         |                                          |
| Vásáry István                  | 1945. november 29.      | 1946. május 2.          | FKGP                    | lemondott                                |
| Révész László                  | 1946. október 22.       | 1947. szeptember 16.    | FKGP                    |                                          |
| A Magyar Országgyűlés háznagya |                         |                         |                         |                                          |
| Szeder Ferenc                  | 1947. szeptember 16.    | 1948. február 23.       | MSZDP                   | lemondott, miután alelnökké választották |
| Mónus Illésné                  | 1948. február 23.       | 1949. április 12.       | MSZDP                   | az első női háznagy                      |

### 2013 óta
| Név                            | hivatal kezdete                | hivatal vége                   | párt                           | megjegyzés                     |
| A Magyar Országgyűlés háznagya | A Magyar Országgyűlés háznagya | A Magyar Országgyűlés háznagya | A Magyar Országgyűlés háznagya | A Magyar Országgyűlés háznagya |
| ------------------------------ | ------------------------------ | ------------------------------ | ------------------------------ | ------------------------------ |
| Mátrai Márta                   | 2013. január 1.                | hivatalban                     | Fidesz                         |                                |